# 雅利安人種

僧伽羅人，亞利安人種。
《Man, Past and Present》(1899年)，Augustus H. Keane著。

印度人，亞利安人種。
《Man, Past and Present》(1899年)，Augustus H. Keane著。

雅利安人種或譯為亞利安人種，是在十九世紀晚期至二十世紀中期劃分出的一個人種，屬高加索人種，该人种身材较高大，淡色皮膚，面長多毛，鼻骨高窄，虹膜颜色浅，多成淺灰至藍色，髮色多變，採用印欧语系的语言。
此人種細分為北歐人種、阿爾卑斯人種和地中海人種，上述分类在当今已被认为过时。由於希特勒及納粹黨借用“雅利安人”和“北欧人种”是纯净种族的概念，进行种族清洗和屠杀，而被认为带有种族歧视色彩。

## 語源
雅利安人（aryan）一詞，源於梵語： ārya，意为光榮的，可敬的、高尚的。印度北部也叫“雅利安·伐爾塔”，巴利文的“雅利安·阿雅塔南”（ariyam ayatanam，意为“雅利安人的國土”）。耆那教经典也经常提到雅利亚人和蔑戾车(指古印度非雅利安種族和外國血統的人)之间的差别；在泰米尔文献中，北印度的国王是指雅利安人的国王，而波斯人建立的国家称为伊朗。種姓制度把人分成“雅利安的瓦爾那”与“達薩的瓦爾那”。
在當今的學術界，“雅利安人”一詞在大多數情況下已被取代為“印度-伊朗人”或“印歐人”，即講“印度-伊朗語族”或印歐語系語言的人。

## 種族主義詮釋
在18世纪及以前，雅利安人还仅仅相当于现在的“印度-雅利安人”和伊朗-雅利安人的概念。在19世纪，马克斯·穆勒提出了雅利安人入侵印度假说，约瑟夫-阿瑟·高比诺、豪斯顿·张伯伦等学者对“雅利安人”的概念进行了扩大，“雅利安人”的概念被从印度-雅利安人扩大到原始印欧人。
在20世纪，纳粹分子改变“雅利安”原来的意义，用这个字眼指“高尚的纯种”，认为金发碧眼最常见的北欧人種是最纯种的雅利安人，以德意志人为代表的日耳曼人是雅利安人的典范。但从人种学的角度来看，在印度及尼泊爾属于婆羅門與剎帝利种姓的浅膚色的族群也是雅利安人。
納粹德國追求種族（雅利安人，北歐人）、社會和文化的“純淨”。納粹黨透過迫害其認定為不純的事物来達到目的，特别針對如犹太人、吉普赛人者等。

## 起源與遷徙假說
20世纪初时，德国的部分科学家认为雅利安人祖先起源于北欧，但是该理论现在在学术界已很少受到支持。最早由美国考古学家玛利亚·金布塔斯在20世纪50年代提出了坟冢假说，该假说认为原始印欧人起源于东欧大草原，然后向四面八方扩散。此外還有一些其他說法，如安纳托利亚起源說和印度起源說等等。

### 北歐起源說

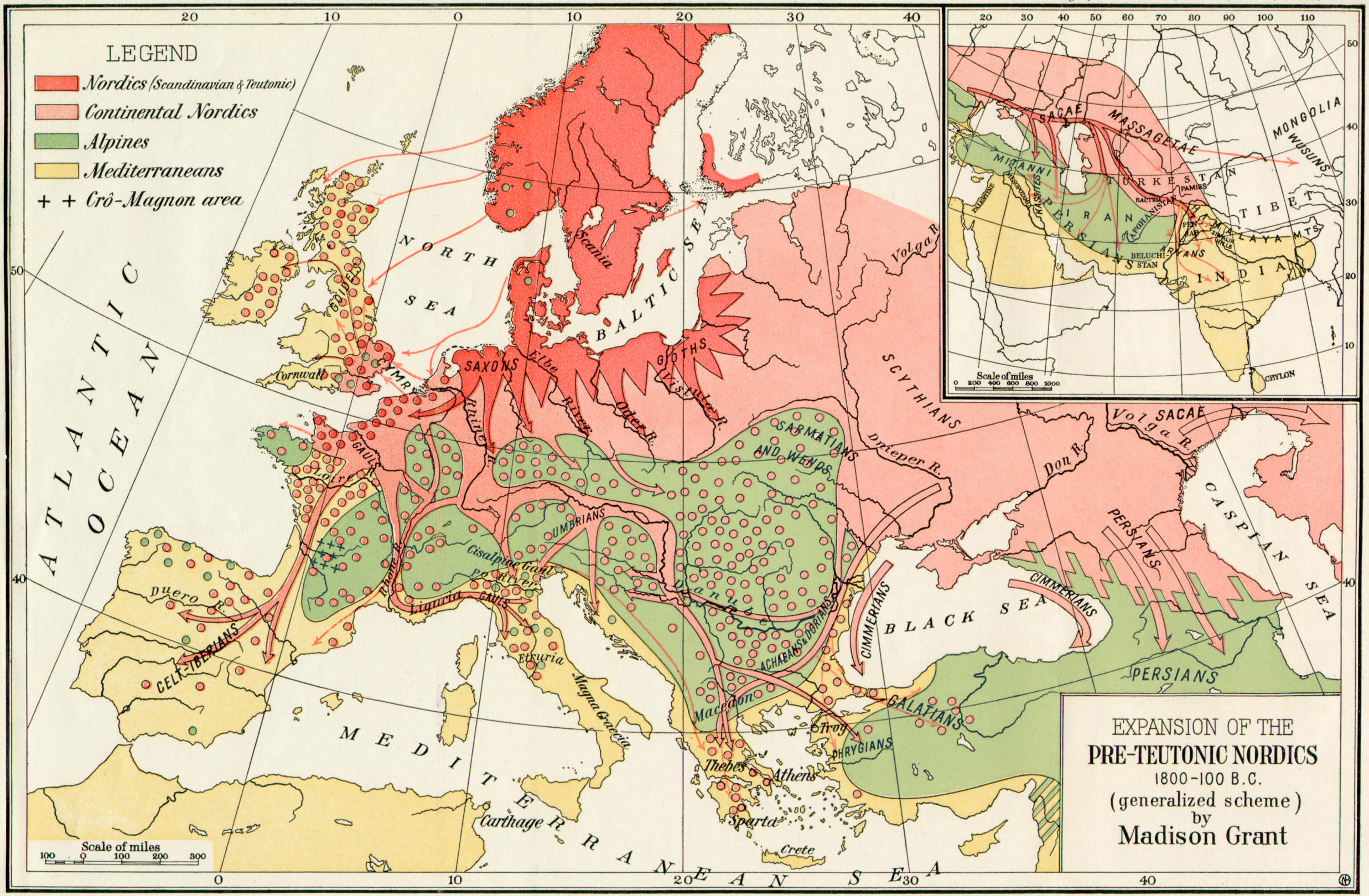
Madison Grant在1916年出版的《The Passing of the Great Race》中繪製的北歐人種於公元前1800年至公元前100年在歐洲的擴張情況。右上角小圖是北歐人種入侵印度示意圖。

1902年德國考古學家古斯塔夫·科辛納指出最初的雅利安人關聯於德國北部的繩紋器文化（約公元前2900年-前2450/2350年），他將印歐人的起源地定在石勒苏益格-荷尔斯泰因。
在二十世紀早期歐洲流行的種族理論中，以麥迪遜·格蘭特在1916年出版的《偉大種族的冒充》中所描述的為例，阿爾卑斯人種在公元前3000年至公元前1800年從亞洲遷入歐洲並在歐洲腹地達到最大領土擴張，北歐人種在公元前1800年至公元前100年向整個歐洲擴張，並入侵了伊朗高原和印度次大陸，在印度征服了當地屬於尼格利陀人種的達羅毗荼人。
此外，進入伊朗高原的部份雅利安人又進入了兩河流域，建立了喀西特王朝（約公元前1531年-約前1155年），其主體民族稱為加喜特人，另一支雅利安人從亞美尼亞進入兩河流域，建立了胡里特王国及米坦尼王國（約公元前1500年-約公元前1300年），其主體民族稱胡里特人。美索不達米亞的種族情況十分複雜，在波斯第一帝國統治這裡之前就有著輝煌的文明，就現代研究而言，這兩個民族或與雅利安人種有關。

### 墳塚假說

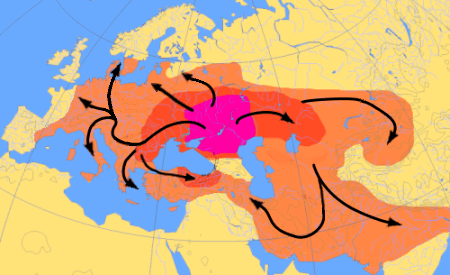
图为坟塚假说中，印欧人在公元前约4000年至1000年期间的迁移的情况。虚箭头表示的“安纳托利亚迁移”的路线可能经过高加索地区或巴尔干半岛。粉色表示的范围为假设的原住地（Urheimat），包括萨马拉文化及斯莱德涅斯多格文化。红色表示的是操印欧语的族群在公元前约2500年可能已定居的地区，橙色表示的是前1000年左右的情形。

据墳塚假說等的說法，公元前3000年代，原始印欧人還是一個部落聯盟，原居於今天俄羅斯西南部烏拉爾山脈附近，其生產力發展已進入紅銅器時代和青銅器時代，他們是一個遊牧部落，其社會組織形態尚處於父系氏族部落和軍事民主制時期。原始印欧人的部落不斷向外遷徙，向西進入歐洲大部分地區，向東深入歐亞的腹地、向南則伸入西亞和南亞，在人類歷史上形成了規模巨大的世界性的遊牧部落遷徙浪潮。
公元前3000年代末至公元前2000年代初，居於黑海沿岸的另一支，進入巴爾幹半島的東北部，接著陸續分批進入希臘，被稱為希臘人。同一時期，居住在黑海沿岸的一支，從俄羅斯南部的庫班地區越過高加索山脈進入小亞細亞。這些人和當地原居民雜居、融合，被稱為盧維人、帕來人、西臺人、呂底亞人。
公元前2000年代初，居於東歐草原西部（大约在今天的多瑙河下游平原）的一批原始印欧人，沿多瑙河向西挺進，他們翻越阿爾卑斯山進入今天的意大利一带，被稱為拉丁人。拉丁人是這些遷移民族中最著名的一支。與此同時，另一些原始印欧人繼續向西和北兩個方向遷移，形成了西歐和中欧的塞爾特人和北歐的日耳曼人。
一支原始印歐人部落於公元前2100年到公元前1400年，在西西伯利亞和中亞草原地帶建立的安德羅諾沃文化，此文化區域中有歷史記載的最早族群是斯基泰人和辛梅里安人，其中一部份原始印歐人進入伊朗高原定居在這一地區的西北部和西南部，分別建立了米底王國和波斯帝國，被稱為米底人和波斯人。
巴克特里亞·馬爾吉阿納文明體的一部份原始印歐人則繼續向東南方向移動，在公元前1200左右越過阿富汗興都庫什山脈約於公元前1200年來到印度河流域。在印度河流域，印度雅利安人遇到了當地土著達羅毗荼人的頑強抵抗，這使得雅利安人不得不放慢征服的腳步，經過约6個世紀的漫長戰爭，雅利安人最終把大量土著達羅毗荼人趕走，有的則變成了印度雅利安人的奴隸。

## 遺傳學
在現代遺傳學基因研究的最新成果中，一般將假定的原始印歐人同Y染色体单倍型类群R1a1相關聯，其分佈跨域了印度次大陸、東歐、中歐、中亞、西亞等地。在歐洲還有與其親緣最近的Y染色体单倍型类群R1b，在新石器時代隨農耕技術而從近東傳入，與西歐凱爾特人相關。
|                               |                              |
| Y染色体单倍型类群R1a1的分佈。 | Y染色体单倍型类群R1b的分佈。 |

學者一般將Y染色体单倍型类群I，與自末次冰盛期之前就居於本地的歐洲人相關
，其中Y染色体单倍型类群I1與北歐日耳曼人相關。
|                                 |                            |
| Y染色体单倍型类群在歐洲的分佈。 | Y染色体单倍型类群I的分佈。 |